# Elvis Presley: The Searcher
Elvis Presley: The Searcher è un film documentario del 2018 diretto da Thom Zimny sulla vita del celebre cantante, musicista ed attore Elvis Presley, prodotto dalla HBO Documentary Films. Il documentario debuttò al South by Southwest Film Festival del 2018 venendo proiettato in due parti, rispettivamente il 14 e 15 marzo 2018, prima di essere trasmesso da HBO il 14 aprile.

## Produzione
Nel 2014 Priscilla Presley, ex moglie di Elvis Presley, cominciò a discutere con Jerry Schilling la prospettiva di un nuovo documentario sulla storia di Elvis attraverso la sua musica. I due approcciarono il dirigente della HBO Kary Antholis proponendo il progetto, al quale tenevano molto, così tanto da coinvolgere alla fine il produttore Jon Landau per iniziare la produzione.
Landau portò nel progetto Thom Zimny come regista, avendo lavorato insieme per circa vent'anni a dei documentari su Bruce Springsteen. Landau ideò il titolo Elvis Presley: The Searcher dopo aver sentito Priscilla definire Elvis "a searcher" ("un cercatore").

## Marketing
La foto di Elvis Presley utilizzata come immagine per il manifesto del documentario è un provino del 1960 per il film Stella di fuoco, nel quale Presley indossava lenti a contatto marroni così da assomigliare maggiormente al ruolo di nativo americano che doveva recitare nel film. Il suo colore naturale degli occhi era l'azzurro.